# 株木孝行
株木 孝行（かぶき たかゆき、1989年9月6日 - ）は、日本の元プロラグビー選手・実業家。旧名：株木 貴幸（読み同じ）。
「スポーツ選手がビジネスの世界でも通用すること」を証明したいというビジョンを掲げ、2018年に自ら現役を引退。その後IFA金融コンサルティング会社の執行役員などを経験し、株式会社GROUNDestate、株式会社DELTA、を創業。2023年に同社を売却。アスリート出身起業家として活躍している。

## プロフィール
- 埼玉県川口市出身。
- ポジションはプロップ(PR)。
- 身長 183cm、体重 112kg
- ニックネームはカブ、ぶちゃん。
- 関東代表に選ばれたことがある[1]。

## 略歴
ラグビーを始めたきっかけは最強のスポーツだと思ったことから。
2008年、浦和工業高校卒業後、立正大学に入る。
2012年、立正大学卒業後、クボタスピアーズに加入。同年9月15日に行われたトップイーストリーグ第2節の栗田工業ウォーターガッシュ戦に先発出場で公式戦初出場を果たした。
2017年6月頃より、株木孝行の名義を使用し始める。
2018年、クボタスピアーズを退団した。
2019年、株式会社GROUNDestate（旧：株式会社DELTAestate） 創業、代表取締役就任。
2020年、株式会社DELTA 創業、代表取締役就任。同年、株式会社Socialdesine 創業。
2023年、株式会社GROUNDestate,株式会社DELTA 売却。同年、アクション合同会社 業務執行社員就任。

## 出演

### テレビドラマ
- ノーサイド・ゲーム（2019年7月7日 - 、TBSテレビ） - 林田公一 役[7]